# My Show
My Show är ett album av den svenska popsångerskan Carola Häggkvist, släppt 2001. På albumlistorna placerade sig albumet som bäst på 6:e plats i Sverige.

## Låtlista
1. "My Show" (L. Peirone/J. Schella/A. Barrén) - 3:34
2. "The Light" (M. Håkansson/P. Engborg) - 4:38
3. "I'm Coming Home" (Carola/H. Andersson/M. Ankelius) - 3:44
4. "I Believe in Love" (Carola/H. Andersson/M. Ankelius/A-L. Högdahl) - 3:17
5. "The Pearl" (P. Börjesson/K. Johansson) - 4:11
6. "My Love" (D. French/J. McKenzie) - 2:53
7. "A Kiss Goodbye" (Carola/H. Andersson/M. Ankelius/A-L. Högdahl) - 3:11
8. "Secret Love" (J. Henriksen/J. Lysdahl) - 4:53
9. "You + Me" (N. Frisk/A. Mattson) - 3:01
10. "Wherever You Go" (Carola/P. Frisk) - 3:15
11. "Faith, Hope & Love" (Carola/D. Eriksen) - 3:38
12. "If I Told You" (Carola/J. Poppo/M. Deputato) - 5:13
13. "Angel of Mercy" (B. Gibb/R. Gibb/M. Gibb) - 3:37
14. "Someday" (B. Bacharach/Tonio K) - 4:30

## Medverkande
- Esbjörn Öhrwall, Pär Frisk - gitarr
- Tomas Lindberg - bas
- Patrik Frisk - klaviatur
- Pär Frisk - gitarr
- Anders Lundström - klaviatur
- Thorleif Robertsson, Joje Lindskoog - trummor

## Listplaceringar
| Lista (2001-2002) | Topplacering |
| ----------------- | ------------ |
| Sverige           | 6            |